# Estela de Sargão II

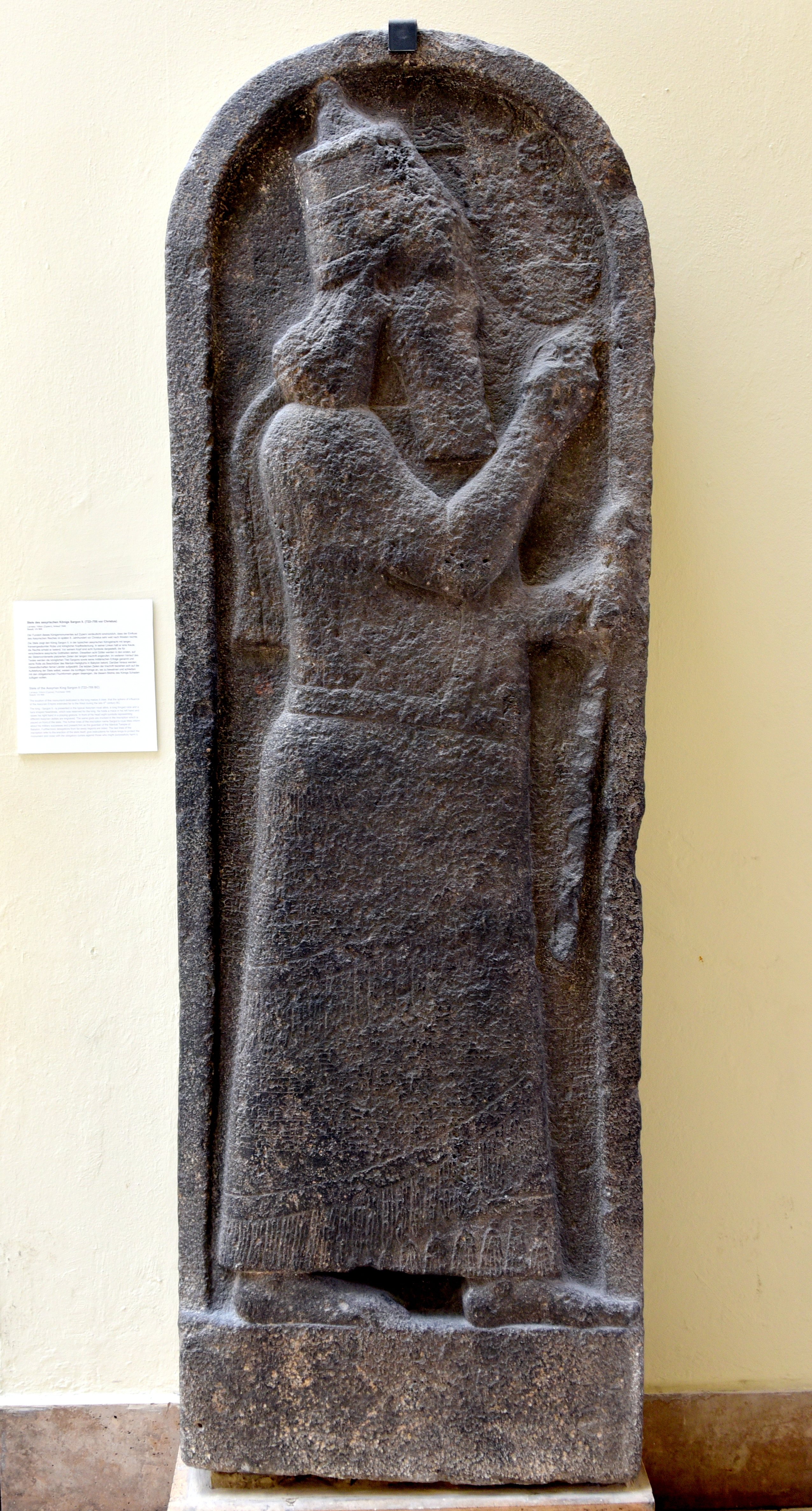
Estela de Sargão, que foi criada por volta do século VIII a.C., no Museu de Pérgamo no Chipre.

A Estela de Sargão ou Estela de Kition foi uma estela criada pelo rei Sargão II da Assíria encontrada em Bamboula, em Kition (a atual Lárnaca, no Chipre), no ano de 1845, sendo feita de basalto. As inscrições em cuneiforme descrevem as vitórias de Sargão II sobre os medos, babilônios, arameus e urartuanos. Nela, mostra o rei assírio adorando na frente dos símbolos de um deus. Ao achar os fragmentos da estela, Brinkman comenta:
"Aqui estão também algumas inscrições de pedra em escrita neoassíria que foram encontradas no mesmo local; estes podem ser textos reais de N.A., mas tão pouco sobrevive deles que uma determinação precisa ainda precisa ser feita.”